# Gorgonomyces
Gorgonomyces är ett släkte av svampar. Gorgonomyces ingår i familjen Gorgonomycetaceae, ordningen Rhizophydiales, klassen Chytridiomycetes, divisionen pisksvampar och riket svampar.
| Gorgonomyces | \| \| Gorgonomyces haynaldii \| \| \| \| |
|              | \| \| Gorgonomyces haynaldii \| \| \| \| |
|              | Gorgonomyces haynaldii                   |
|              |                                          |

|  | Gorgonomyces haynaldii |
|  |                        |